# 平射砲

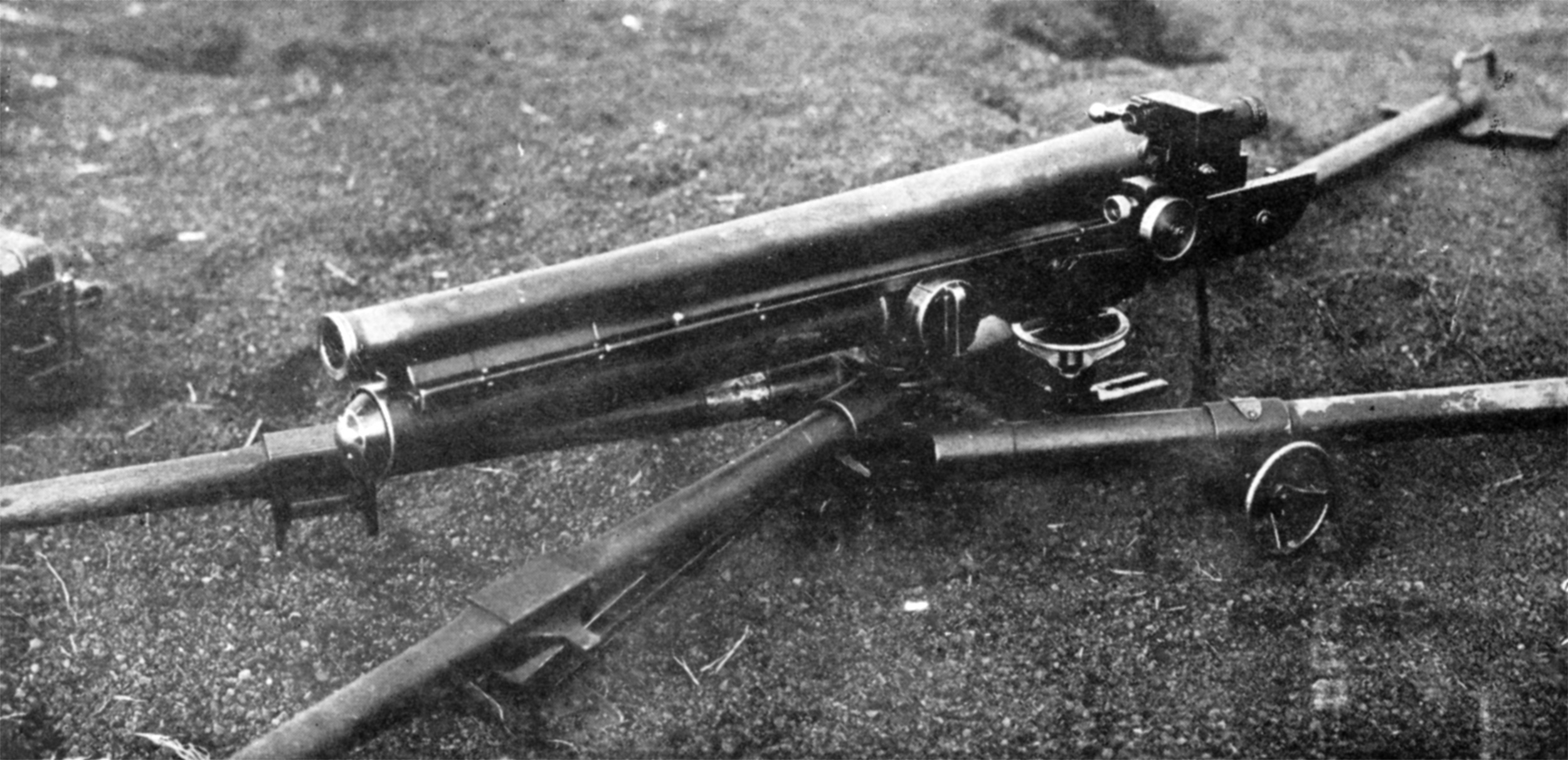
十一年式平射歩兵砲

平射砲（へいしゃほう）とは、砲弾が低伸弾道を描いて飛翔し目標を攻撃する大砲のことである。

## 概要
曲射砲に代表される、砲弾が放物線軌道を描いて飛翔し目標を攻撃する火砲と異なり、平射砲は、砲弾が低伸弾道を描いて飛翔し直接目標を攻撃することが特徴である。日本軍では射角45度以上にて垂直威力を目的とする砲撃を曲射とし、水平威力を目的とする低伸弾道の射撃を平射と分類した。一般的に平射砲は大初速で低伸弾道を実現するため大量の緩燃火薬を使用する。また射程は遠大である。おおまかに利点は高初速で着弾までの時間が短く、動目標を狙撃しやすいこと、欠点は遮蔽物の背後の目標を撃てないことである。

## 日本における平射砲

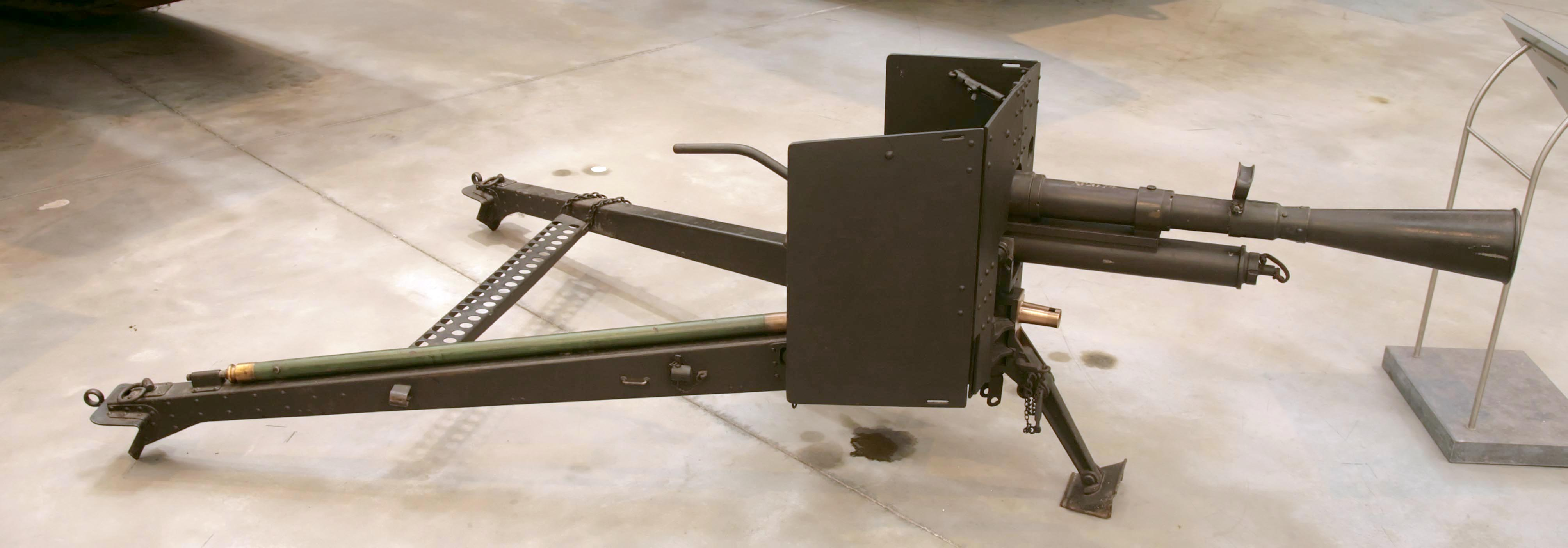
十一年式平射歩兵砲の参考になったプトー37mm歩兵砲

第一次世界大戦では機関銃、機関銃陣地が登場し、戦闘は塹壕戦へと変化した。陣地は後方の野砲や重砲による砲撃で制圧したこともあったが、最終的に無力化するには陣地に砲弾を直撃させる必要があったため有効なものではなかった。そのため、歩兵が装備、運用する火砲が必要となり、最前線から陣地を直接砲撃する軽火砲が生まれた。これが後の歩兵砲である。
ヨーロッパにおいて歩兵砲が登場したことを受け、日本もこれに追従した。日本陸軍では大正5年（1916年）6月、歩兵に追随して敵小銃を目標とする37mm砲を変更し、機関銃破壊用近接砲として開発した。歩兵砲の審査を進め、1917年には狙撃砲と名付けられた。シベリア出兵時には各歩兵連隊に特殊砲隊を新設、狙撃砲一個小隊2門が配備された。
その後の大正8年1月、狙撃砲の改良を進めた新しい平射歩兵砲の開発が決定された。この十一年式平射歩兵砲は1920年11月に試作砲を製造、仮制式制定は1922年5月である。この後も不具合を洗い出し、欠点の除去につとめて兵器として完成したのは大正13年（1922年）2月だった。十一年式平射歩兵砲は狙撃砲と同様に口径37mmの小型砲で、車両や機関銃座に対する直接照準射撃を目的とする。閉鎖器は半自動式垂直鎖栓が採用された。半自動式垂直鎖栓は、砲弾装填後自動的に砲尾を閉鎖し、発射が行われると自動的に開放して排莢を行った。貫通能力は射程1000mでニッケル・クロム鋼板12mm。射程600mでは15mmである。
当初十一年式平射歩兵砲は十二年式榴弾を使用していたが、後に九四式徹甲弾と九四式榴弾、そして一三式榴弾を使用することになった。弾頭は、九四式三十七粍砲や九四式三十七粍戦車砲、九八式三十七粍戦車砲で使用された同徹甲弾、及び榴弾と同一で、戦車砲としても運用できた。しかし、十一年式平射歩兵砲は軽量化を優先したため全体的に耐久力が不足していた為、発射薬の量に制限があった。そのため、砲弾の初速が低下してしまい、装甲貫徹力も不十分であった。
1932年の第一次上海事変では、迫撃砲である十一年式曲射歩兵砲と連携し歩兵支援にあたった。当時の上海一帯はクリークとレンガ造りの民家が集中しており、陣地戦となった。前進した平射歩兵砲が敵火点を地道に処理、ようやく歩兵が前進できる戦況だった。その後の日中戦争でも中国軍の戦車を海軍陸戦隊が撃破するなど、対陣地対戦車両用の万能砲として頼りにされた。これは、日本初の本格的対戦車砲である九四式三十七粍砲が制式採用されたのは1936年であり、当時、対戦車砲が存在していなかったためである。
戦車の装甲が強化されると存在価値は無くなり、軽量化を優先した耐久力の不足によって、改良、強化の余地もほとんど無い状態だったが、十一年式平射歩兵砲は大量に生産され、九二式歩兵砲が現われた後も更新までに時間がかかり、1939年になっても装備している部隊が存在していた。また、十一年式平射歩兵砲を装備したまま太平洋戦争に突入した部隊存在し、約20年にわたり使用され続けた。
その後、自衛隊では小型のロケット砲や無反動砲、ミサイルに代替されている。

## 平射砲に分類される火砲
- カノン砲
- 平射歩兵砲
- 戦車砲
- 対戦車砲